# La Replana
La Replana és el cim de major altura de la serra de l'Arguenya, entre les comarques de l'Alcoià i l'Alt Vinalopó (País Valencià). Amb els seus 1.228 metres sobre el nivell de la mar, la Replana presenta una forma arrodonida i quasi plana com indica el seu nom. A dalt de tot es situa un vèrtex geodèsic.
El cim de la Replana es situa dins del terme municipal de Castalla (l'Alcoià).